# John Ivar Deckner
John Ivar Deckner, född 31 december 1920 i Stockholm, död 1 mars 2007 i Farsta, var en svensk dansare, balettmästare och koreograf. 
Han är gravsatt i minneslunden på Skogskyrkogården i Stockholm.

## Filmografi

### Roller i urval
- 1953 – Glasberget
- 1953 – Vi tre debutera
- 1954 – Dans på rosor
- 1955 – Blockerat spår

### Koreograf i urval
- 1975 – Kom till Casino
- 1967 – Åsa-Nisse i agentform
- 1964 – Wild West Story
- 1959 – Fröken Chic
- 1958 – Jazzgossen
- 1957 – Nattens ljus

## Teater

### Koreografi
| År   | Produktion                           | Upphovsmän                                                                               | Regi              | Teater        |
| ---- | ------------------------------------ | ---------------------------------------------------------------------------------------- | ----------------- | ------------- |
| 1951 | Vi valsar igen, revy                 | Nils Perne och Sven Paddock                                                              | Sven Paddock      | Scalateatern  |
| 1954 | Csardasfurstinnan Die Csárdásfürstin | Emmerich Kálmán, Leo Stein och Béla Jenbach Översättning Kar de Mumma och Isa Quensel    | Egon Larsson      | Oscarsteatern |
| 1957 | No, No, Nanette                      | Vincent Youmans, Otto Harbach, Frank Mandel och Irving Caesar Översättning Gösta Stevens | Egon Larsson      | Oscarsteatern |
| 1959 | My Fair Lady                         | Frederick Loewe och Alan Jay Lerner Översättning Gösta Rybrant                           | Sven Aage Larsen  | Oscarsteatern |
| 1961 | Oliver!                              | Lionel Bart                                                                              | Sven Aage Larsen  | Oscarsteatern |
| 1963 | Teenagerlove                         | Ernst Bruun Olsen och Finn Savery Översättning Lars Forssell                             | Ernst Bruun Olsen | Oscarsteatern |
| 1964 | Nya ryck i snöret, revy              | Emil Norlander, Povel Ramel, Beppe Wolgers                                               | Åke Falck         | Idéonteatern  |
| 1970 | Csardasfurstinnan Die Csárdásfürstin | Emmerich Kálmán, Leo Stein och Béla Jenbach                                              | Isa Quensel       | Oscarsteatern |
| 1974 | Paviljongen, revy                    | Carl Zetterström                                                                         | Hans Bergström    | Scalateatern  |
| 1975 | No, No, Nanette                      | Vincent Youmans, Otto Harbach, Frank Mandel och Irving Caesar                            | Isa Quensel       | Oscarsteatern |
| 1981 | Spanska flugan Die spanische Fliege  | Franz Arnold och Ernst Bach                                                              | Per Gerhard       | Vasateatern   |
| 1989 | Charleys tant Charley's Aunt         | Brandon Thomas                                                                           | Per Gerhard       | Vasateatern   |

### Fotnoter
1. ↑  SvenskaGravar
2. ↑  ”Teater Musik Film”. Dagens Nyheter:  s. 8. 29 september 1951. http://arkivet.dn.se/tidning/1951-09-29/263/8. Läst 5 augusti 2017.
3. ↑  Folke Hähnel (15 september 1961). ”'Oliver' på Oscarsteatern”. Dagens Nyheter:  s. 20. http://arkivet.dn.se/arkivet/tidning/1961-09-15/250/20. Läst 22 augusti 2015.
4. ↑  ”Czardasfurstinnan”. Musikverket. http://calmview.musikverk.se/CalmView/Record.aspx?src=CalmView.Performance&id=PERF24827&pos=24. Läst 26 juni 2015.
5. ↑  Leif Zern (20 januari 1974). ”Carl Z i rävsaxen, men Birgitta är fin”. Dagens Nyheter:  s. 16. http://arkivet.dn.se/arkivet/tidning/1974-01-20/19/16. Läst 23 januari 2016.
6. ↑  Marcus Boldemann (2 januari 1976). ”Platt fall för Nanette”. Dagens Nyheter:  s. 14. http://arkivet.dn.se/arkivet/tidning/1976-01-02/1/14. Läst 31 augusti 2015.
7. ↑  ”No No Nanette”. Musikverket. http://calmview.musikverk.se/CalmView/Record.aspx?src=CalmView.Performance&id=PERF24802&pos=109. Läst 15 juni 2015.
8. ↑  Bengt Jahnsson (26 september 1981). ”Spanska flugan: Ett underverk av komik”. Dagens Nyheter:  s. 20. http://arkivet.dn.se/arkivet/tidning/1981-09-26/261/20. Läst 17 april 2016.
9. ↑  Marcus Boldemann (1 oktober 1989). ”'Charleys tant' yvig familjeföreställning”. Dagens Nyheter:  s. 25. http://arkivet.dn.se/arkivet/tidning/1989-10-01/266/25. Läst 23 augusti 2015.